# Battaglia del fiume Imjin (1592)
La Battaglia del fiume Imjin (臨津江の戦い?) fu una battaglia avvenuta durante il primo anno della Guerra Imjin. Le difese settentrionali guidate da Gim Myeongweon subirono una disfatta, che consentì ai giapponesi di attraversare il fiume Imjin, luogo della battaglia, e invadere la Corea del nord.

## Antefatti
la famiglia reale Joseon aveva lasciato Hanseong per trasferirsi Pyeongyang, nella metà settentrionale della penisola coreana, il 9 giugno, tre giorni prima che, il 12 dello stesso mese, i giapponesi conquistassero la città, trovandola distrutta e in anarchia.
Le divisioni Prima, Seconda e Terza dei giapponesi (comandate da Katō Kiyomasa, Konishi Yukinaga e Kuroda Nagamasa) lasciarono Hanseong il 27 giugno, ed arrivarono al fiume Imjin, dove 10'000 soldati coreani vi erano ammassati dall'altra parte, sotto il comando di Gim Myeongweon.

## La battaglia
Vedendo che i soldati coreani rimanevano immobili, i giapponesi si videro obbligati a condurre una falsa ritirata per indurli ad attaccarli. I coreani abboccarono, e l'inesperto comandante Sin Hal ordinò subito ai suoi uomini di attraversare il fiume e attaccare i giapponesi. Yu Geuk-ryang tentò invano di fermarlo, e dopo un tentativo fallito, si vide costretto a seguirlo. Alcune delle truppe veterane di Han Un-in, esperte nelle tattiche dei Jurchen, erano riluttanti a seguirlo, sospettando una trappola, ma furono zittite dal loro comandante. Gim Myeongweon stesso, pur pensando che attaccare fosse una pessima idea, era impotente al riguardo, dato che non aveva il completo controllo dell'intero esercito.
Come risultato, i coreani inseguirono i nemici su per la collina e sempre più a sud, fino a cadere nell'imboscata dei giapponesi. Questi ultimi gli scaricarono addosso una quantità di proiettili tale da indebolirli e indurli alla ritirata, per poi inseguirli e massacrarli; nel massacro che ne seguì, Yu Geuk-ryang e Sin Hal persero entrambi la vita. Un ufficiale civile del letto nord del fiume riuscì a fuggire, e i soldati, scambiandolo per Gim Myeongweon, fuggirono anche loro, abbandonando le difese.

## Conseguenze
I giapponesi attraversarono il fiume quello stesso giorno della battaglia, il 7 luglio, e conquistarono Gaeseong senza combattere. In seguito, le tre divisioni si divisero: Konishi Yukinaga andò a nord, verso Pyeongyang, Kuroda Nagamasa andò a est, verso Hwanghae, e Katō Kiyomasa andò a nord est, verso Hamgyeong.

## Nella cultura di massa
La battaglia è presente in Activision's Shogun: Total War, strategico misto tra tempo reale e a turni della Activision e della Creative Assembly. Nel gioco, è nominata "Imjin", ma presenta degli errori storici: i coreani possiedono soltanto fanti, e i giapponesi possiedono delle forze armate combinate e bilanciate. Inoltre, il gioco mostra che il fiume possiede un ponte, che sarebbe invece esistito nel XIX secolo.